# Patsy Backx
Patsy Backx (* 1944 in Rotterdam) ist eine niederländische Kinderbuchautorin.

## Werdegang
Backx studierte Kunstgeschichte, Malerei und Grafikdesign. Seit 1991 schreibt und illustriert sie Kinderbücher. Sie lebt in Amsterdam.

## Werke (Auswahl)
- Stupsie und Jan – Hildesheim: Gerstenberg, 1998
- Fines Traumtag – Hildesheim: Gerstenberg, 1999